# Надрибе-Весь
Надрибе-Весь (пол. Nadrybie-Wieś) — село в Польщі, у гміні Пухачув Ленчинського повіту Люблінського воєводства.
Населення — 298 осіб (2011).

## Демографія
Демографічна структура станом на 31 березня 2011 року:
|          | Загалом | Допрацездатний вік | Працездатний вік | Постпрацездатний вік |
| -------- | ------- | ------------------ | ---------------- | -------------------- |
| Чоловіки | 153     | 42                 | 94               | 17                   |
| Жінки    | 145     | 29                 | 85               | 31                   |
| Разом    | 298     | 71                 | 179              | 48                   |